# Роденбах, Жорж
Жорж Роденбах (фр. Georges Rodenbach, 16 июля 1855, Турне, Бельгия — 25 декабря 1898, Париж) — бельгийский франкоязычный писатель.

## Биография
Жорж Роденбах родился 16 июля 1855 года; происходил из известной бельгийской семьи. Мать по происхождению была француженкой, отец — немцем. Учился в Генте, в коллеже подружился с Э. Верхарном. Закончил коллеж Сент-Барб в Генте — описание которого можно не раз встретить в произведениях Ж. Роденбаха. Часто поэт вспоминал и своих учителей, и товарищей, рассказывал о том строгом режиме, которому подвергались мальчики. Приехал в Париж в 1877 году и решил остаться там после короткой стажировки в брюссельской коллегии адвокатов. В конечном счете он — парижанин в гораздо большей степени, чем поэт из Брюгге. Леви-Дюрмер оставил превосходный портрет поэта, выделив его тонкий профиль, голубые глаза, светлые тонкие волосы, элегантную и аристократическую внешность.
Первую книгу стихов «Очаг и поле» выпустил в 1877 году. Работал юристом и журналистом. Литературная карьера Роденбаха длилась около двадцати лет и завершилась «Гладью родного неба» (1898). Его поэтическая активность была особенно интенсивной между 1881 и 1889 гг., когда он стал рупором журнала «Молодая Бельгия». Именно в это время он выпускает книги стихов «Элегантное море», «Светская зима» (1884) и «Чистая юность» (1886), в которых обретает творческую зрелость. Он уже продемонстрировал это в «Городе прошлого», где свит «запутанный клубок воспоминаний». После «Книги Иисуса» (1888) следуют сборники «Царство молчания» (1891), «Замкнутые жизни» (1896), «Отблески родного неба».
С 1887 года жил в столице Франции, поддерживал отношения с Малларме, Роденом, Альфонсом Доде, М. Прустом.
Жорж Роденбах умер 25 декабря 1898 года в городе Париже от тифлита и был похоронен на кладбище Пер-Лашез. Совет города Брюгге отказал в установке ему памятника (писал на французском языке, а совет города состоял почти целиком из представителей клерикальной и узко фламандской партии). Памятник был установлен в Генте, где протекали юные годы поэта, возле малого бегинажа, где поэт проходил почти ежедневно в юности. Памятник Роденбаху — работы бельгийского скульптора Ж. Минне представляет собой задумчивую фигуру, всю окутанную покрывалом. Торжество открытия памятника происходило 13 июля 1903 года и в этот день все парижские и бельгийские газеты поместили статьи о Роденбахе, подробные описания торжества, воспроизвели произнесенные речи и снимки с памятника.

## Творчество и признание
Известность Роденбаху принесла повесть «Мёртвый Брюгге» (1892), опубликованная в газете «Фигаро». Он полон воспоминаний о Фландрии, с её башнями, старыми домами, хранящими тишину монастырями, дремлющими водами. Все это произведет сильное впечатление на Рильке. Но ещё раньше Верхарн, друг и соотечественник Роденбаха, увидел в нём «поэта мечты и мастера изысканного стиля, что позволяет поставить его рядом с друзьями и учителями — Эдмоном де Гонкуром и Стефаном Малларме, которые любили Роденбаха так же, как и он их». Она была неоднократно экранизирована, в том числе, русским кинорежиссёром Евгением Бауэром — фильм «Грёзы» (1915). В 1920 году Эрих Корнгольд написал по мотивам этого произведения оперу «Мёртвый город». Городу Брюгге также посвящён роман писателя «Звонарь» (1897).
Опубликовал восемь сборников стихов, четыре романа и повести, несколько сборников рассказов, пьесы, литературную критику. На рубеже веков Роденбах считался крупнейшим, наряду с Метерлинком, франкоязычным писателем-символистом, его книги широко переводились в Европе, в том числе — в России.

### На французском языке
- Oeuvres en prose & oeuvres poétiques. Bruxelles: Le Cri, 2000